# Amblyopone armigera
Amblyopone armigera é uma espécie de formiga do gênero Amblyopone.